# Utiel-Requena (vino)
Utiel-Requena es una denominación de origen de vinos de España procedentes de la comarca de  Utiel situada en la zona oeste de la provincia de Valencia. Designada en 1932, la zona de producción está compuesta por 9 municipios: Camporrobles, Caudete de las Fuentes, Fuenterrobles, Siete Aguas, Sinarcas, Utiel, Requena, Venta del Moro, y Villargordo del Cabriel, teniendo la sede del Consejo Regualdor en la ciudad de Utiel, en el edificio emblemático de la Bodega Redonda.
Regada por el Río Magro y el Río Caballero tiene una extensión de 40.942 Ha y cuenta con unas 7000 familias y más de 100 bodegas inscritas. Por este motivo, el vino es el principal motor de la economía de esta zona.
La tradición vinícola de la zona se remonta al siglo VII a. C. como lo prueban las ánforas encontradas en el yacimiento ibérico de Los Villares de Caudete de las Fuentes, conocido también como Antigua Ciudad Ibérica de Kelin.
Obtuvo la calificación de Denominación de origen en el año 1932. Mientras que su registro ante la Unión Europea data del 13 de junio de 1986. También cuenta con registro ante la Organización Mundial de la Propiedad Intelectual desde 22 de junio de 2021.

## El entorno
Utiel-Requena goza de una identidad geográfica homogénea -está asentada sobre una meseta de 45 kilómetros de diámetro- y unos rasgos climáticos comunes. Comprende más de 1800 kilómetros cuadrados, con una altitud media sobre el mar de 700 metros.
En la zona regada por el río Magro predominan los suelos aluviales y en el otro lado de la Sierra de Torrubia predominan los suelos arcillosos.
El clima es continental con influencia mediterránea, la temperatura media anual es de 14 grados, con una amplitud térmica anual de más de 17 °C, esta ancha franja térmica da por sí sola los rasgos de continentalidad característicos del clima de Utiel-Requena. El mes más cálido es julio, con 23,2 °C y la media es de 6 °C en el mes de diciembre. Los inviernos son fríos y largos. El verano es relativamente corto y a veces el viento de poniente aumenta la temperatura. El otoño es corto y las temperaturas sufren un acusado descenso. Las precipitaciones son de 484 mm al año.

## Funciones del Consejo Regulador de la Denominación de Origen Utiel-Requena
El Consejo Regulador de la Denominación de Origen (CRDO) Utiel-Requena posee competencias en el control de la producción, elaboración, calidad y promoción de los vinos de esta región.
La primera referencia a la Denominación de Origen Utiel-Requena data de 1933, en el diario <<La Gaceta de Madrid>>
'Las funciones del Consejo Regulador son
- Controles de calidad de los vinos. Realizados por el Departamento Técnico. Los vinos se someten a estrictos controles, para alcanzar la protección y calificación por la DO Utiel-Requena.
- Protección y promoción de las variedades que se cultivan en esta zona.
- Labor informativa y promocional. Difundir la normativa para que se cumpla el reglamento sobre recolección, transporte y entrada en bodega, etc. También desarrolla diferentes acciones promocionales en el ámbito nacional e internacional.
- La dirección del Consejo Regulador depende de más de 20 personas, -entre en Consejeros y Presidente- que se reúnen en sesiones plenarias para la toma de decisiones. La elección de consejeros se regula en función de la representatividad de todo el sector.
- El Comité de Cata dispone de medio centenar de técnicos, especializados y ajenos a la entidad. Son los encargados de someter a los vinos -que previamente han superado los controles analíticos- a un exhaustivo examen sensorial para calificarlos como aptos o no aptos de llevar la contraetiqueta o precinta de certificación "Utiel-Requena" que garantiza la calidad del vino. Existen otras áreas como secretaría, administración, registro vitícola y comunicación.

## Sede CRDO Utiel-Requena: historia de la Bodega Redonda
El conjunto arquitectónico que forma la denominada Bodega Redonda -sede del CRDO Utiel-Requena desde el año 1986-, está formado por dos edificios: uno circular y otro de planta rectangular que fueron bodegas durante los siglos XIX y XX, respectivamente. Ambas construcciones fueron esmeradamente restauradas y que ocupan una manzana completa con un recinto vallado y ajardinado.
El edificio circular construido en 1891, posee una arquitectura basada en materiales nobles: piedar viva, ladrillo macizo, arcilla, hierro, madera y mortero de cal y arena. La Bodega Redonda fue inaugurada en 1991 como Museo de la Vid y el Vino de la Comunidad Valenciana. Alberga en su interior colecciones de aperos de labranza y laboreo, herramientas y utensilios propios de las bodegas, fotografías y un pequeño espacio dedicado a las destilerías de licores de finales del siglo. En la planta superior del museo hay una amplia exposición de botellas de vino y el "Taller de los Sentidos".
El edificio rectangular -anexo al anterior construido en 1932, para ampliar la capacidad de la Bodega Redonda - es actualmente la sede del Consejo Regulador y las oficinas del Consejo están ubicadas en antiguos depósitos de vino, respetando su estructura original.

## Historia de la Denominación de Origen Utiel-Requena
ORÍGENES. La tradición vitivinícola de la DO Utiel-Requena es de más de 2000 años. Lo corroboran los diferentes hallazgos arqueológicos como un conjunto de pepitas de uva, estructuras para elaborar vino -lagares- y elementos de vajilla. El cultivo de la vid y el consumo de vino se remontan a la época ibérica -desde el siglo VII antes de Cristo-ya que los íberos se asentaron, entre otros poblados en el de Los Villares, conocido como Kelin. Entre los íberos, el vino ya era una bebida habitual. Las ánforas locales de Los Villares muestran unas marcas peculiares que hacen suponer la existencia de un vino propio que se elaboraba en este asentamiento.
SIGLOS XII-XVIII. De la época medieval son las primeras referencias documentales escritas sobre la vid y el vino, como es el caso del Fuero de Requena concedido por Alfonso X El Sabio en el año 1265, en el que se establece la figura de los guardianes de las viñas. Del mismo modo se recogen normas en las Cuartas Ordenanzas de la Villa de Utiel, del año 1514, donde se penalizaban los daños por la entrada de ganado en las viñas. La uva autóctona, Bobal, ya era conocida en el siglo XV. Desde la Reconquista y hasta mediados del siglo XVIII se produce un aumento paulatino del viñedo y de la producción. Gracias al incremento de la población y a la navegación marítima, la viticultura comienza a hacerse más comercial. Con la fabricación de aguardientes, entre los siglos XVII y XVIII funcionaban una decena de fábricas de aguardientes en la comarca.
Siglo XIX. Supone el auge de la vitivinícultura en Utiel-Requena, ya que se aceleró el ritmo de nuevas plantaciones. A la vez, nacen las primeras asociaciones de cosecheros que pretendían un perfeccionamiento en el cultivo y un cierto control sobre el comercio. En 1887 se inaugura la línea de ferrocarril Valencia-Utiel que propició la formación de verdaderos barrios de bodegas en los alrededores de las estaciones de Requena, San Antonio y Utiel. De esta época data la Bodega Redonda, construida estratégicamente, frente a la estación ferroviaria.
Siglo XX. Representa el despegue definitivo para la DO Utiel-Requena gracias al crecimiento espectacular que se produce en la plantación del viñedo. A éste se une -a mitad de siglo- el nacimiento de un movimiento asociativo para la defensa de los derechos de los viticultores, que origina la construcción de numerosas bodegas de carácter cooperativo. A finales de siglo -en la década de los 90- Utiel-Requena, vive el auge de nuevas bodegas, tanto por inversiones foráneas, como de viticultores que se lanzan a completar el proceso productivo.
ACTUALIDAD. La DO Utiel-Requena cuenta con más de un centenar de bodegas registradas y el viñedo censado supera las 39.000 hectáreas. El 80% de las plantaciones son de la variedad Bobal, una especie que es casi exclusiva de la DO Utiel-Requena y muy valorada.

## Características de los vinos y tipos
La DO Utiel-Requena es una región mayoritariamente, de vinos tintos, un 94,27% de la superficie del viñedo está cultivada de variedades tintas. Las variedades blancas representan, un 5,73% del viñedo de Utiel-Requena.
Los tipos de vinos contemplados por el Consejo Regulador de la Denominación de Origen Utiel-Requena son los siguientes:
- Superior: tintos de 1.º o 2.º año sin envejecimiento, y blancos y rosados que poseen unas cualidades organolépticas muy elevadas. Poseen una graduación alcohólica superior a 11° en el caso de blancos y rosados y de 11,5° en los tintos.

- Tradición: cuya principal característica es que sean obtenidos a partir de la variedad Bobal (autóctona de la DO Utiel-Requena). Solamente admitirá una mezcla de otras variedades en un máximo del 30%. Tendrá una graduación alcohólica mínima de 12% volumen. En cualquiera de sus tipificaciones finales podría además ser: crianza, reserva, gran reserva, superior o madurado en barrica.

- Madurado en barrica: sometido a un paso o estancia en barrica de roble o cono, cuyo periodo de permanencia en la misma/o, será inferior a 6 meses. Esa estancia, contribuirá a modificar sus características iniciales, transformando con ello sus cualidades cromáticas, aromáticas y gustativas primarias. Su graduación alcohólica será de un mínimo de 12% en volumen.

- Crianza: vino tinto, sometido a un proceso de envejecimiento mínimo de 2 años, de los que al menos 6 meses habrá permanecido en barrica de roble de 330 litros de capacidad máxima. Grado mínimo 12°.

- Reserva: vino tinto, sometido a un proceso de envejecimiento mínimo de 3 años, de los que al menos 1 año habrá permanecido en barrica de roble de 330 litros de capacidad máxima. Posteriormente debe tener un reposo en botella - botellero- de 2 años. Grado mínimo 12°.

- Gran reserva_ vino tinto, sometido a un proceso de envejecimiento mínimo de 5 años, de los que al menos año y medio habrá permanecido en barrica de roble de 330 litros de capacidad máxima. Posteriormente debe tener un reposo en botella - botellero- de 3 años y medio. Grado mínimo 12°.

- Cavas: vinos espumosos por el método tradicional[¿cuál?] de 10,5° a 11,5° de alcohol.

## Uvas
- Cabernet Sauvignon
- Merlot
- Chardonnay
- Tempranillo
- Garnacha
- Bobal(variedad autóctona)
- Merseguera
- Tardana o Planta Nova (variedad autóctona)
- Macabeo
- Sauvignon Blanc
- Pinot Noir (autorizada en febrero de 2007)